# Гідуц
Гідуц (рум. Ghiduț) — село у повіті Харгіта в Румунії. Входить до складу комуни Лезаря.
Село розташоване на відстані 264 км на північ від Бухареста, 50 км на північний захід від М'єркуря-Чука, 147 км на схід від Клуж-Напоки, 125 км на північ від Брашова.

## Населення
За даними перепису населення 2002 року у селі проживали 172 особи, з них 171 особа (99,4%) угорців. Рідною мовою 171 особа (99,4%) назвала угорську.